# BUBIBU
《BUBIBU》是韓國女子團體Apink於2012年7月6日發行的第三首單曲。收錄放2015年8月26日發行的日本專輯《PINK SEASON》。